# Дощові ліси островів Тробріана
Дощові ліси островів Тробріана (ідентифікатор WWF: AA0125) — австралазійський екорегіон тропічних та субтропічних вологих широколистяних лісів, розташований на сході Папуа Нової Гвінеї.

## Географія
Екорегіон дощових лісів островів Тробріана охоплює низку островів, розташованих в Соломоновому морі на схід від Нової Гвінеї. Він включає архіпелаг Д'Антркасто, зокрема острови Гуденаф, Фергюссон та Норманбі, архіпелаг Тробріана, зокрема острови Кірівіна та Кайлеуна, а також острів Вудларк або Муруа та безліч дрібних острівців. Найбільшим островом в регіоні є Фергюссон, площа якого становить 1437 км², а найвищим — Гуденаф, на якому розташована гора Вінеуо заввишки 2750 м. З геологічної точки зору основу островів Тробріана та Вудларк складають коралові вапняки. На вулканічних островах Д'Антркасто зустрічаються магматичні та метаморфічні породи. Адміністративно острови регіону є частиною провінції Мілн-Бей в Папуа Новій Гвінеї

## Клімат
В межах екорегіону домінує екваторіальний клімат (Af за класифікацією кліматів Кеппена). Середньорічна кількість опадів тут перевищує 2000 мм.

## Флора
Рослинний покрив екорегіону представлений вологими вічнозеленими дощовими лісами. Серед дерев, поширених у цих лісах, слід відзначити коротколопастеву олстонію (Alstonia breviloba), іржасту олстонію (Alstonia rubiginosa), фіджійський канаріум (Canarium vitiense), тихоокеанський горіх (Dracontomelon dao), борнейський тик (Intsia bijuga), суматранський октомелес (Octomeles sumatrana), острівне лічі (Pometia pinnata), індійський мигдаль (Terminalia catappa), амберойське дерево (Pterocymbium beccarii), а також різні види кампносперм (Campnosperma spp.), канаріумів (Canarium spp.), драконтомелонів (Dracontomelon spp.), криптокарій (Cryptocarya spp.), фікусів (Ficus spp.) та терміналій (Terminalia spp.). В лісах на острові Фергюссон зустрічаються насадження хвойних папуанських араукарій (Araucaria cunninghamii var. papuana), які можуть досягати до 60 м заввишки. У південно-західних частинах островів Гуденаф і Фергюссон зустрічаються антропогенні луки та сільськогосподарські угіддя. Загалом флора екорегіону є доволі різноманітною, однак недостатньо дослідженою. 

## Фауна
В межах екорегіону зустрічається близько 30 видів ссавців, більшість з яких — це рукокрилі, зокрема маскові крилани (Pteropus conspicillatus), новогвінейські нетопирі (Pipistrellus angulatus), а також майже ендемічні острівні трубконосі крилани (Nyctimene major), голоспинні крилани Паннієта (Dobsonia pannietensis) та луїзіадські трубковухи (Kerivoula agnella). Також на островах регіону зустрічаються прудкі валлабі (Notamacropus agilis), майже ендемічні східні кускуси (Phalanger intercastellanus), цукрові сумчасті летяги (Petaurus breviceps), довгоносі колючі бандикути (Echymipera rufescens), майже ендемічні східнопапуанські пацюки (Rattus mordax), велетенські білохвості щури (Uromys caudimaculatus), низинні мозаїкохвості щури (Paramelomys platyops), золоточереві боброщури (Hydromys chrysogaster) та майже ендемічні великі деревні миші (Chiruromys forbesi). Ендеміками екорегіону є чорні лісові валлабі (Dorcopsis atrata), вудларкські кускуси (Phalanger lullulae), фергюссонські смугасті поссуми (Dactylopsila tatei), колючі бандикути Девіда (Echymipera davidi) та д'Антркастські деревні миші (Pogonomys fergussoniensis).
Серед поширених в екорегіоні птахів слід відзначити австралійського великонога (Megapodius reinwardt), червоноволого тілопо (Ptilinopus viridis), австралійського пінона (Ducula spilorrhoa), білочеревого орлана (Haliaeetus leucogaster), індонезійського яструба (Tachyspiza hiogaster), новогвінейську сову-голконога (Ninox theomacha), папуанського калао (Rhyticeros plicatus), білоголового альціона (Todiramphus saurophagus), жовточубого какаду (Cacatua galerita), папуанського папугу (Eclectus polychloros), пурпуровочеревого лорі (Lorius hypoinochrous), чорну медовичку (Myzomela nigrita), різнобарвного медника (Gavicalis versicolor), гривасту манукодію (Phonygammus keraudrenii), блискучоперу міагру (Myiagra alecto), сіроголового монарха (Monarcha cinerascens), новогвінейську сорочицю (Cracticus cassicus), новогвінейського шпака-малюка (Aplonis cantoroides), блискотливого шпака-малюка (Aplonis panayensis), чорну нектаринку (Leptocoma aspasia) та волохатого дронго (Dicrurus bracteatus), а також майже ендемічних рудобоких ядлівчаків (Colluricincla fortis), луїзіадських віялохвісток (Rhipidura louisiadensis) та луїзіадських монархів (Symposiachrus melanopterus). Ендеміками екорегіону є довгодзьобі медовички (Myzomela longirostris), золотоспинні дивоптахи (Paradisaea decora), кучеряві манукодії (Manucodia comrii) та гуденафські окулярники (Zosterops crookshanki).

## Збереження
На островах Тробріана більшість лісів були перетворені на сільськогосподарські угіддя, хоча тут все ще залишаються невеликі ділянки деградованих лісів. Більшість прибережних лісів на трьох великих островах в архіпелазі Д'Антркасто також були знищені та перетворені на сільськогосподарські угіддя або вторинні луки чи савани. Незаймані ліси збереглися в деяких районах Вудларку, в горах на островах Д'Антркасто та в прибережних районах на південному заході Гуденафу.
Оцінка 2017 року показала, що 259 км², або 6 % екорегіону, є заповідними територіями. Природоохоронні території включають: Зону управління дикою природою Ой-Мада-Вара на Гуденафі, Зону управління дикою природою Саватайтай на Норманбі та Зону управління дикою природою озера Лаву на Фергюссоні.